# Liste der Naturdenkmale im Landkreis Nordhausen
In der Liste der Naturdenkmale im Landkreis Nordhausen sind die Naturdenkmale im Landkreis Nordhausen in Thüringen aufgelistet.

## Naturdenkmale
Im Jahr 2003 gab es im Landkreis insgesamt 52 Naturdenkmale (ND) und Flächennaturdenkmale (FND).
| Nr. | Bezeichnung                          | Typ | Lage                                               | Beschreibung                                                    | Bild                                           |
| --- | ------------------------------------ | --- | -------------------------------------------------- | --------------------------------------------------------------- | ---------------------------------------------- |
| 1   | Ilgerborn                            | FND | Ilfeld                                             |                                                                 |                                                |
| 3   | Porphyraufschluss                    | FND | Osterode                                           | Ehemaliger Porphyrit-Steinbruch am Bornberg, einem Vulkanhügel. |                                                |
| 4   | Kelle                                | ND  | Appenrode                                          | tiefer Erdfall im Südharzer Zechsteingürtel                     |                                                |
| 5   | Formsandbruch                        | FND | Ellrich                                            |                                                                 |                                                |
| 6   | Salzaquelle, Grundloses Loch         | ND  | Niedersachswerfen 51° 31′ 48,8″ N, 10° 45′ 41,4″ O |                                                                 | weitere Bilder                                 |
| 7   | Kalkberg                             | FND | Niedersachswerfen                                  |                                                                 |                                                |
| 8   | Alabastergipsbruch                   | FND | Rüdigsdorf                                         | ehemaliger Gipsbruch mit Alabasterkugeln aus kristallinen Gips  |                                                |
| 9   | Diabasbruch                          | FND | Buchholz                                           |                                                                 |                                                |
| 10  | Flurgehölze Harzungen                | FND | Harzungen                                          |                                                                 |                                                |
| 11  | Gondelteich Neustadt                 | FND | Neustadt/Harz                                      |                                                                 |                                                |
| 12  | 3 Teiche Neustadt                    | FND | Neustadt/Harz                                      |                                                                 |                                                |
| 13  | Felsentor                            | ND  | Neustadt/Harz                                      |                                                                 |                                                |
| 14  | Haardt-Wiese                         | FND | Ilfeld                                             |                                                                 |                                                |
| 15  | Steinkohlenhalde                     | FND | Ilfeld                                             |                                                                 |                                                |
| 16  | Gänseschnabel                        | ND  | Ilfeld 51° 35′ 8″ N, 10° 47′ 32,7″ O               | Markanter freistehender Porphyritfelsen                         |                                                |
| 18  | Melaphyraufschluss                   | FND | Ilfeld                                             |                                                                 |                                                |
| 19  | Grauwackeaufschluss                  | FND | Ilfeld                                             |                                                                 |                                                |
| 20  | Kleines Helltal                      | ND  | Rothesütte                                         |                                                                 |                                                |
| 21  | Steinmühlentalklippen                | FND | Rothesütte                                         |                                                                 |                                                |
| 22  | Kälberbruch                          | FND | Rothesütte                                         |                                                                 |                                                |
| 23  | Iberg-Stau                           | FND | Steigerthal                                        |                                                                 |                                                |
| 24  | Schindergraben                       | FND | Steigerthal                                        |                                                                 |                                                |
| 25  | Himmelswiese                         | FND | Steigerthal                                        | Lichtung mit seltenen wärmeliebenden Pflanzen                   |                                                |
| 26  | Lange Wand                           | ND  | Ilfeld                                             |                                                                 |                                                |
| 27  | Igelsumpf                            | FND | Woffleben                                          |                                                                 |                                                |
| 28  | Trockenrasen                         | FND | Ellrich                                            |                                                                 |                                                |
| 29  | Steinsee                             | ND  | Liebenrode                                         | 6 beständig mit Wasser gefüllte große Erdfälle                  |                                                |
| 30  | Großes und Kleines Seeloch, Moosloch | ND  | Nordhausen 51° 30′ 52,9″ N, 10° 41′ 53,9″ O        | Drei Erdfälle auf dem Top des Seeberges                         |                                                |
| 31  | Buntsandsteinaufschluss              | FND | Bleicherode                                        |                                                                 |                                                |
| 32  | Ketterlöcher                         | FND | Niedergebra                                        | zahlreiche Erdfälle mit moorigem Grund                          |                                                |
| 33  | Sülzquellen                          | FND | Bleicherode                                        | 4 starke Schichtquellen                                         |                                                |
| 34  | Gesundbrunnen                        | FND | Trebra                                             |                                                                 |                                                |
| 35  | Eibenvorkommen                       | FND | Bleicherode                                        |                                                                 |                                                |
| 36  | Dachsberg Bleicherode                | FND | Bleicherode                                        |                                                                 |                                                |
| 37  | Reiherkolonie Pfaffenstock           | FND | Schiedungen                                        | bis zu 100 Graureiherhorste                                     |                                                |
| 38  | Solquelle                            | ND  | Auleben 51° 25′ 28,7″ N, 10° 57′ 36,1″ O           |                                                                 | Taternlinde an der Solquelle mit Hinweistafeln |
| 39  | Vogelbergklippen                     | FND | Bleicherode                                        |                                                                 |                                                |
| 40  | Osthang Zengenberg                   | FND | Wernrode                                           |                                                                 |                                                |
| 41  | Standort Arabis-alpina               | FND | Ellrich                                            |                                                                 |                                                |
| 42  | Tongrube Nordhausen                  | FND | Nordhausen                                         |                                                                 |                                                |
| 43  | Kiesgrube Wolkramshausen             | FND | Wolkramshausen                                     |                                                                 |                                                |
| 44  | Feuchtgebiet Helenenhof              | FND | Gratzungen                                         |                                                                 |                                                |
| 45  | Ziegenlöcher                         | FND | Schiedungen                                        |                                                                 |                                                |
| 46  | Feuchtgebiet Günzeröder Straße       | FND | Nordhausen                                         |                                                                 |                                                |
| 47  | Feuchtgebiet Wiedaaue                | FND | Obersachswerfen                                    |                                                                 |                                                |
| 48  | Feuchtgebiet Wiedaseitental          | FND | Woffleben                                          | Feuchtgebiet mit Vorkommen des Breitblättrigen Knabenkrauts     |                                                |
| 49  | Feuchtgebiet Ellricher Wald          | FND | Ellrich                                            |                                                                 |                                                |
| 50  | Feuchtgebiet Pfingstwiesen           | FND | Hainrode                                           |                                                                 |                                                |
| 51  | Feuchtgebiet Windlücke               | FND | Nordhausen                                         |                                                                 |                                                |
| 52  | Feuchtgebiet Taternholz              | FND | Leimbach                                           |                                                                 |                                                |
| 53  | Pfaffenköpfe                         | FND | Steigerthal                                        |                                                                 |                                                |
| 54  | Feuchtgebiet Alter Bahndamm          | FND | Görsbach                                           |                                                                 |                                                |